# Icario (demo)
Icario o Icaria (in greco antico: Ἰκάριον o Ἰκαρία?, Ikárion o Ikária) era un demo dell'Attica situato sul versante nord del monte Pentelico, presso la moderna Dionisos.

## Etimologia
Il nome del demo deriva da Icario, l'eroe greco che per primo ricevette da Dioniso il dono del vino. Egli, tuttavia, lo fece bere ai suoi compagni senza diluirlo, e quelli, tornati lucidi, lo uccisero ritenendolo un avvelenatore.
La variante del nome "Icaria" è usata solo da Stefano di Bisanzio.

## Localizzazione
La posizione di questo demo e del monte Icario è stata molto discussa dagli studiosi moderni. Inizialmente il monte venne identificato con il monte Argalico, a sud della piana di Maratona, dato che Papinio Stazio afferma che Icario venne ucciso in una foresta in quella zona. Tuttavia altri storici hanno pensato che "Maratona" sia stato usato nel senso di "Attica", e inoltre lo stesso Stazio, in un altro passo, dice che le dimore di Icario, Celeo (cioè Eleusi) e Melene si trovavano in luoghi adiacenti. Ross sostiene quindi che Icario si trovasse nell'ovest dell'Attica, ai confini con Megara, e che il monte Icario appartenesse alla catena montuosa che divideva le pianure megarese ed eleusina.

## Importanza
Il demo era conosciuto nell'antichità come il luogo di nascita della commedia, grazie a Susarione, e poi della tragedia, con l'aiuto di Tespi. Nel territorio del demo sono stati rinvenuti le rovine di uno dei più antichi teatri attici e un'immagine arcaica di Dioniso, che ne attesta il culto. Qui sono state trovate antiche iscrizioni relative alla coregia e al finanziamento di concorsi teatrali; inoltre si pensa che l'organizzazione di concorsi teatrali tramite la liturgia si sia sviluppata in questo demo.
Icario era noto anche per il culto dell'eroe eponimo Icario, per un santuario di Apollo Pizio e per un'insolita statua di Dioniso seduto.